# Acarospora hilaris
Acarospora hilaris är en lavart som först beskrevs av Léon Dufour, och fick sitt nu gällande namn av Hue. Acarospora hilaris ingår i släktet Acarospora och familjen Acarosporaceae.   Inga underarter finns listade i Catalogue of Life.